# Colonia Elía
Colonia Elía é uma junta de governo da província de Entre Ríos, na Argentina.